# Єнген Спорт
«Єнген Спорт» (фр. Hienghène Sport, [jəŋ.ɡɛːn spɔʁ])) — новокаледонський футбольний клуб з міста Єнген. Свої домашні поєдинки команда проводить на стадіоні «Стад де Єнген».

## Історія
Футбольний клуб було засновано 1997 року. З сезону 2008/09 років став виступати у Суперлізі Нової Каледонії і виграв свій перший титул чемпіона у 2017 році, чотири рази до того стаючи віце-чемпіоном(у 2009, 2012, 2013 та 2015 роках).
У 2013 та 2015 роках клуб вигравав Кубок Нової Каледонії, завдяки чому отримував право зіграти на ранніх етапах Кубка Франції у сезонах 2013/14 та 2015/16, де втім швидко вилітав від аматорських французьких команд.
Завдяки новому формату Ліги чемпіонів ОФК, «Єнген Спорт» дебютував у турнірі в розіграші 2017 року. А вже у 2019 році вони вперше стали континентальними чемпіонами, здолавши у фіналі іншу новокаледонську команду «Мажента» і стали першим клубом з Нової Каледонії (і другим не з Австралії чи Нової Зеландії), який отримав право зіграти на клубному чемпіонаті світу 2019 року, що пройшов у Катарі. Того ж року клуб здобув «золотий дубль» і на внутрішній арені, вигравши як чемпіонат, так і кубок.

## Досягнення

### Національні
- Суперліга Нової Каледонії
  -  Чемпіон (2): 2017, 2019
  -  Срібний призер (4): 2009, 2012, 2013, 2015

- Кубок Нової Каледонії
  -  Володар (3): 2013, 2015, 2019
  -  Фіналіст (3): 2016, 2017, 2018

### Міжнародні
- Ліга чемпіонів ОФК
  -  Переможець (1): 2019